# Ambrosius Blarer

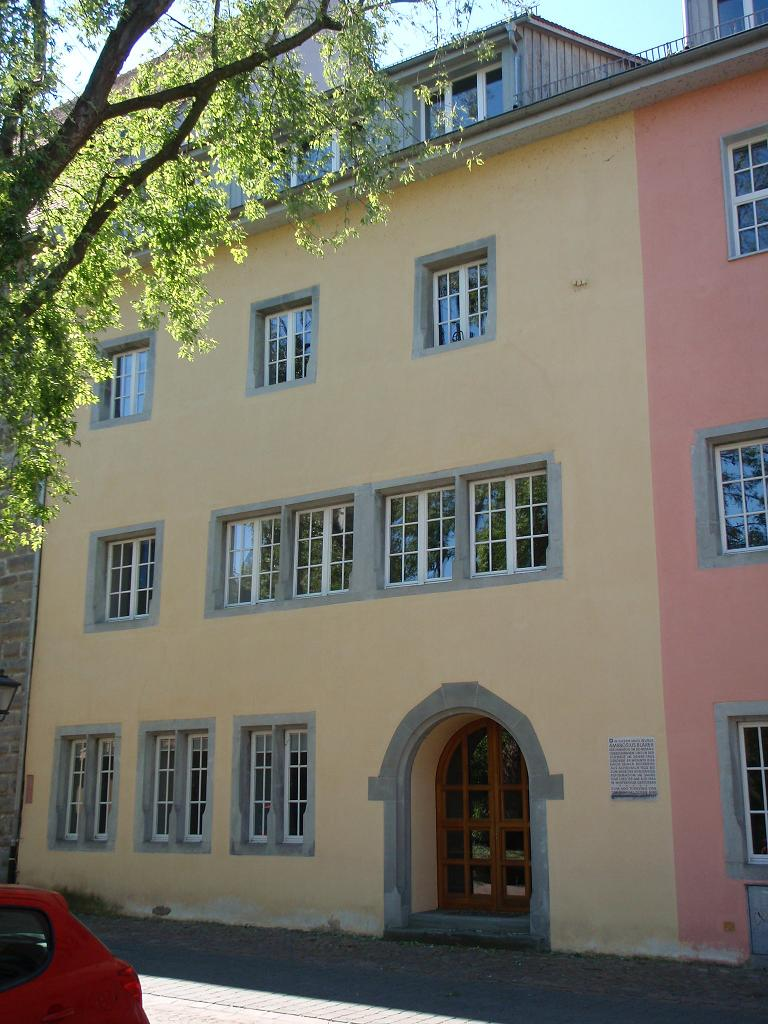
Geburtshaus von Ambrosius Blarer in der Konstanzer Katzgasse

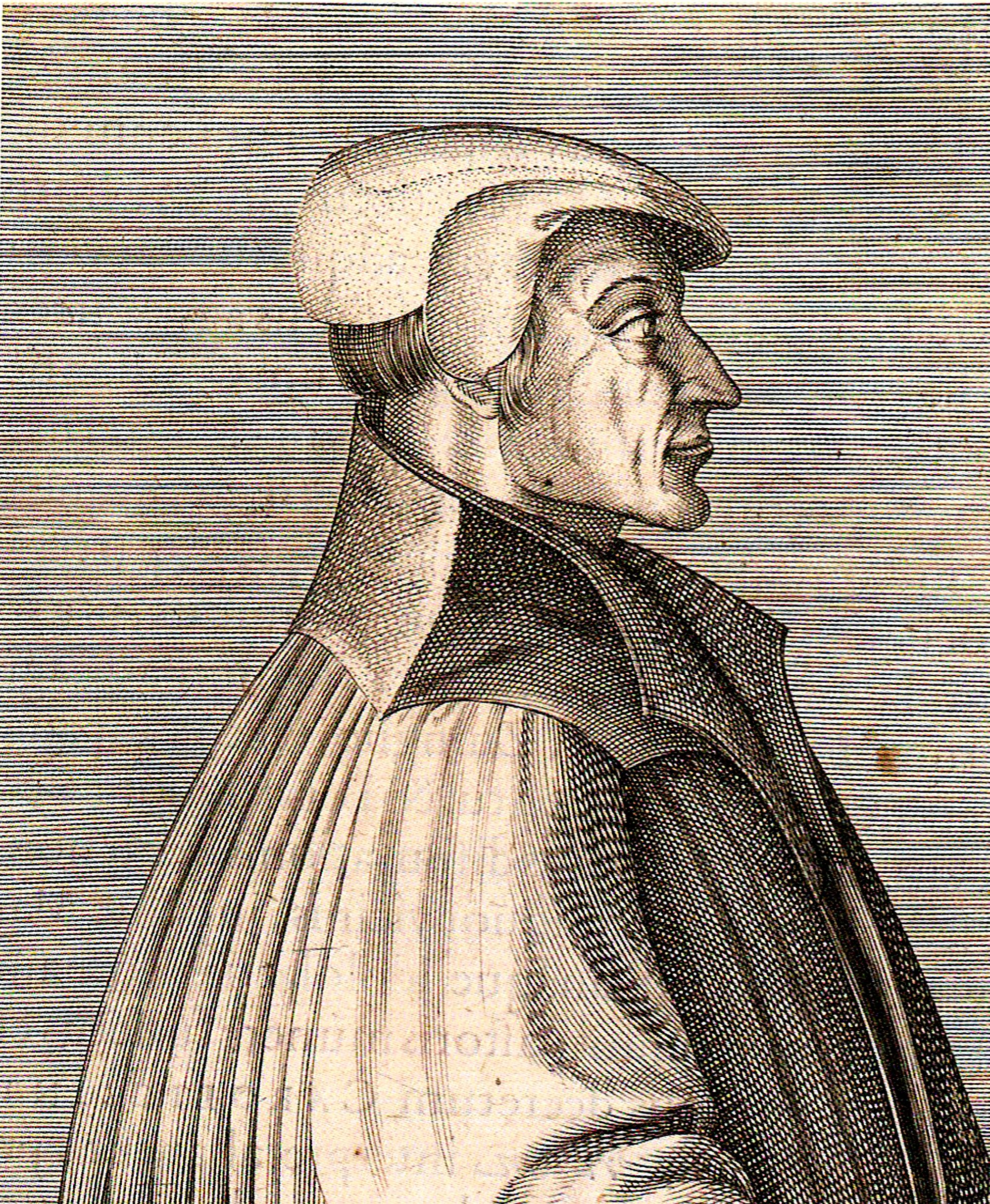
Ambrosius Blarer

Ambrosius Blarer von Giersberg, auch Blaurer geschrieben, (* 4. April 1492 in Konstanz; † 6. Dezember 1564 in Winterthur) war ein Theologe, Kirchenliederdichter und Reformator in Konstanz, in Württemberg und in der schweizerischen Eidgenossenschaft.

## Leben und Wirken
Ambrosius Blarer war der Sohn des Konstanzer Kaufmanns und Ratsherrn Augustin Blarer († 1502) und dessen Frau Katharina Mässlin von Graneck. Er war der Bruder von Thomas Blarer und Margarete Blarer. Sein (Stief-)Onkel war Gerwig Blarer.

### Studium und Kloster
Blarer besuchte die Lateinschule in Konstanz, und ab 1505 studierte er Alte Sprachen in Tübingen, schloss jedoch sein Grundstudium nicht ab, um ins Kloster eintreten zu können. Er wurde Benediktinermönch im Kloster Alpirsbach im Schwarzwald und legte 1510 die Profess ab. Der Abt Alexius Karrenfurer schickte ihn wieder an die Universität, wo er 1511 zum Baccalaureus Artium und 1512 zum Magister promoviert wurde. Er kam auch in Kontakt mit seinem Studienkollegen Philipp Melanchthon, woraus eine lebenslange Freundschaft wurde. Nach dem Studium wurde Blarer Lektor, dann Verweser in der Pfarrei Alpirsbach und um 1521 Prior des Klosters. Ab 1518 wurde er mit der Lehre Martin Luthers bekannt, und ab 1520 sandte ihm sein Bruder Thomas Blarer, der in Wittenberg studierte, seine Schriften zu. So wurde er aufmerksam auf die Missstände in der Kirche und auf die Autorität der Bibel, des sogenannten sola scriptura. Er begann in diesem Sinn evangelisch zu predigen, was von den anderen Mönchen und Dorfbewohnern jedoch nicht verstanden und akzeptiert wurde. Vermutlich entstanden erste Lieder, um sich Kummer und Sorge von Herz und Seele zu schreiben. 1522 verließ er das Kloster und kehrte heimlich zu seiner Mutter nach Konstanz zurück. Ab 1523 pflegte er Kontakte mit Huldrych Zwingli in Zürich, Johannes Oekolampad in Basel und Martin Bucer in Strassburg, was seine neuen evangelischen Überzeugungen bestärkte.

### Reformator in Konstanz, in der Ostschweiz und Württemberg
1525 wurde Blarer als Prediger der Pfarrkirche St. Stephan in seiner Heimatstadt Konstanz berufen, wo er zusammen mit seinem Bruder Thomas, seinen Vettern Johannes Zwick und Konrad Zwick die Reformation nach dem Zürcher Vorbild einführte, Schulbildung und Armenfürsorge verbesserte. Dank dem guten persönlichen Zusammenspiel zwischen Kirche und Rat konnte sich die Reformation in den folgenden Jahren weitgehend ruhig und gleichmäßig durchsetzen.
1528 beteiligte Blarer sich an der Berner Disputation, und er begann, sich von Zwinglis symbolischer Abendmahlslehre zu distanzieren und einen neuen Kirchenbegriff zu entwickeln, ohne ein strenger Lutheraner zu werden. Er vertrat eine Mittelposition ähnlich wie Martin Bucer, dem er auch sonst nahe stand. Eine Freundschaft mit regem Briefwechsel mit dem Zürcher Heinrich Bullinger entstand in Bern. Er förderte das politische Bündnis zwischen Konstanz und Zürich, das christliche Burgrecht von 1527, das freilich nach der Niederlage von Zürich 1531 wieder aufgegeben werden musste.
1529 bis 1530 wirkte Blarer als Reformator in den ostschweizerischen Städten Bischofszell, Herisau und Wil. 1529 bis 1540 trat er auch in den schwäbischen Reichsstädten Ulm, Esslingen am Neckar, Augsburg, Lindau, Memmingen und Isny für die Reformation ein. Als reformatorischer Prediger war er auch in kleineren Orten tätig, beispielsweise in Albstadt-Tailfingen.
Blarer heiratete am 19. August 1533 die Schweizerin Katharina Ryf, genannt von Blidegg, eine frühere Nonne aus dem benachbarten Dominikanerinnenkloster Münsterlingen. Sie hatten zusammen vier Kinder, von denen jedoch nur der Sohn Gerwick die Kindheit überlebte.
Ab 1534 war Blarer im Auftrag von Herzog Ulrich mit dem Lutheraner Erhard Schnepf als Reformator im Herzogtum Württemberg tätig. In der Abendmahlsfrage nahm er deshalb die vermittelnde Stuttgarter Konkordienformel widerwillig an. 1537 konnte er in Württemberg das reformierte Bilderverbot in den Kirchen durchsetzen. Er leitete die Kirche im oberen Teil des Herzogtums („ob der Staig“ mit Tübingen als Zentrum), geriet aber mit Erhard Schnepf und anderen Lutheranern in Streit wegen des Bilderverbots und weil er zwischen Luther und Zwingli vermitteln wollte. 1538 wurde er vom Herzog entlassen, 1539 wirkte er in Augsburg und kehrte 1540 nach Konstanz zurück. In der Stadt waren Pestepidemien ausgebrochen, 1541 verlor er dadurch seine Schwester Margarethe Blarer und 1542 seinen Cousin und Mitstreiter Johannes Zwick. Nun arbeitete er am Konstanzer Gesangbuch und am Aufbau des Schulwesens mit.

### Flucht aus Konstanz und Pfarrer in der Schweiz
1548 musste Blarer wegen der Eroberung durch die Spanier und der folgenden Rekatholisierung aus Konstanz fliehen. Er ging zu seiner verwitweten Schwester Barbara ins thurgauische Dorf Leutmerken und versah danach Pfarrdienste in mehreren Gemeinden der Schweiz. So war er 1551–1559 Pfarrer in der Stadt Biel und half, die Reformation dort zu etablieren. Mehrere Anfragen lehnte er ab, 1563 wirkte er nochmals als Verweser in Leutmerken von Winterthur aus. Aufgrund von Neid von Pfarrkollegen und Betreiben der katholischen Orte musste er auch diese Stelle aufgeben. Er stand in lebhaftem Briefwechsel mit den Schweizer Reformatoren Heinrich Bullinger, Johannes Calvin und Guillaume Farel, übte aber keinen religionspolitischen Einfluss mehr aus wie in Konstanz und in Württemberg. Er starb 1564 vereinsamt in Winterthur.

## Lehre
Der aus einer reichen Familie stammende Blarer genoss eine für seine Zeit gute klassische Bildung und war als Mönch ein folgsamer und treuer Anhänger der katholischen Kirche. Durch die Schriften von Luther wurde er aufmerksam auf die größere Autorität und Priorität der Bibel, des sola scriptura, und auf Missstände und Oberflächlichkeit in der katholischen Kirche, wie sie sich besonders in der Werkgerechtigkeit und im Ablass zeigten. Wie Luther sah und fand er im Solus Christus die Vergebung, die Erlösung von den Sünden durch den Kreuzestod Christi. Aus Gnade und Dankbarkeit solle sich der Mensch im Glauben deshalb auf Christus ausrichten und sich ihm anvertrauen. Er kann dies ohne einen Priester, einen speziellen Vermittler, tun, wie dies der Begriff Allgemeines Priestertum aussagt, den auch er vertrat. Das christliche Gemeinwesen, vertreten durch die Regierung, solle die Pfarrer wählen und einsetzen. Hierin folgte er Zwingli, obwohl er anfänglich mehr den Einzelpersonen an der Basis zutrauen wollte. Er setzte sich für Einigkeit und Frieden in der evangelischen Kirche ein und versuchte zwischen den Anhängern Luthers und Zwinglis zu vermitteln. Er investierte nicht viel in theologische Formulierungen und Schriften, sondern hielt die Menschen zur Nachfolge Christi und einem Gott wohlgefälligen Lebenswandel an. In den neu eingeführten städtischen Zuchtordnungen, die er als einflussreicher Mann mitprägte, kam dies zum Ausdruck, was aber auch ein verbessertes Sozialwesen mit Schulbildung, Armen-, Kranken- und Witwenversorgung eingeschlossen hat. In der Abendmahlsfrage konnte er weder mit Zwingli noch Luther übereinstimmen, sondern betonte die persönliche Glaubensbeziehung zu Christus. Generell war ihm die Sprache und der Umgang Luthers zu brüsk und grobschlächtig, und er näherte sich mehr den Schweizer Reformatoren Bullinger und Calvin und deren Theologie und Politik an. Die Klöster wollte er nicht schließen, sondern einer evangelischen Führung unterstellen. Die Bilder in der Kirche schaffte er ab, damit die Menschen nicht vom Wort Gottes und der Predigt abgelenkt würden. Nach 1548 war im konfessionell zerstrittenen Deutschland kein Platz mehr für den differenzierten und vermittelnden Reformator.

## Werke

### Kirchenlieder
Ambrosius Blarer gilt als einer der sprachgewaltigsten oberdeutschen Liederdichter. Es sind 25 seiner Kirchenlieder überliefert. Sein Lied Wie's Gott gefallt, so gfallt's mir auch (EKG 281) gilt als ältestes evangelisches Kirchenlied.
- Jauchz, Erd, und Himmel, juble hell, 1533/1534 (Text nach Psalm 36; Musik von Matthäus Greiter, Strassburg 1525 und Guillaume Franc, Genf 1542; heute: EG 127 und RG 503).
- Wach auf, wach auf, ’s ist hohe Zeit, 1561 (Melodie von Melchior Vulpius, 1609; heute: EG 244 und RG 789).

### Schriften
Ambrosius Blarer verfasste auch verschiedene reformatorische Predigten und seelsorgerliche Schriften:
- Warhafft verantwortung Ambrosii Blaurer an aynen ersamen weysen Rat zu Costentz anzaygend warub er auss dem kloster gewichen und mit was geding er sich widerumb hynein begeben wol. 1523. (Digitalisat)
- Ir gwalt ist veracht ir kunst wirt verlacht Irs liegens nit gacht gschwecht ist jr bracht Recht ists wiess Gott macht. 1524. (Digitalisat)
- Ermanung an eyn Ersamen Rath der Stat Co[n]stantz, Evangelische warhayt handt zu haben. Gutknecht, Nürnberg 1524. (Digitalisat)
- Die Predigen so vonn den frömbden Predicanten, die allenthalb här, zu Bernn uff dem Gespräch oder Disputation gewesen, beschehen sind, Verwerffen der Articklenn und Stucken, so die Widertöuffer uff dem Gespräch zu Bernn, vor ersamen grossem Radt fürgewendt habend. Froschauer, Zürich 1528.
- Bericht Ambrosii Blaurer von dem widerruff, so er bey dem articul des hochwirdigen Sacraments des leibs vnd bluts vnsers Herren Jesu Christi gethon soll haben, auß welchem auch vergleichung streittender mainungen bey dem heilgen nachtmal des herren leichtlich võ den vnangefochtnen frõmhertzigen Christen vermerckt mag werden. Morhart, Tübingen 1535. (Digitalisat)
- Ain schoen Christlich Klaglied von dem Gotsgelerten A.B. Seiner abgestorbnen lieben Schwestern M.B. Gestellt. Jm Ton Mag ich unglück nit widerstan. Zusingen, Augsburg um 1542.
- Der geistlich Schatz christenlicher vorbereitung gloubigs trosts, wider tod und sterben .... Froschauer, Zürich 1566. (Digitalisat)

## Ehrungen und Ambrosius Blarer als Namensgeber
- Gedenktag am 6. Dezember im Evangelischen Namenkalender[10]
- Blarerplatz in Esslingen
- Ambrosius-Blarer-Platz in Alpirsbach[11]
- Ambrosius-Blarer-Gemeindehaus in Pfinztal-Kleinsteinbach[12]